# Ophioglossum ekmanii
Ophioglossum ekmanii là một loài dương xỉ trong họ Ophioglossaceae. Loài này được C. Chr. mô tả khoa học đầu tiên năm 1936.
Danh pháp khoa học của loài này chưa được làm sáng tỏ. 